# Вулиця Молочна (Львів)
Вулиця Молочна — вулиця в Личаківському районі Львова, у місцевості Нове Знесіння. Пролягає від вулиці Новознесенської до вулиці Ковельської. Прилучається проїзд до паралельної вулиці Потелицької.

## Історія та забудова
Виникла у першій третині XX століття у складі селища Знесіння, не пізніше 1931 року отримала назву Здорова (Здрова). Сучасну назву вулиця має з 1946 року.
Вулиця забудована одноповерховими будинками 1930-х років у стилі конструктивізм, є також і сучасні приватні садиби. Збереглася старовинна вілла у швейцарському стилі (будинок № 7). У довоєнні роки бульвар між вулицями Молочною та Потелицькою слугував місцем відпочинку для місцевих мешканців. У липні 2018 року на сесії Львівської міської ради ухвалили рішення про присвоєння скверові імені Олега Лишеги, на честь українського поета, драматурга і перекладача Олега Лишеги, який мешкав на сусідній вулиці Новознесенській.
Забудована лише перша половина вулиці, друга половина — проїзд між складськими приміщеннями.